# Anna Gunn
 (mai 2017).
Si vous disposez d'ouvrages ou d'articles de référence ou si vous connaissez des sites web de qualité traitant du thème abordé ici, merci de compléter l'article en donnant les références utiles à sa vérifiabilité et en les liant à la section « Notes et références ».
Pour les articles homonymes, voir Gunn.
Anna Gunn /ˈænə ɡʌn/, est une actrice américaine née le 11 août 1968 à Cleveland, dans l'Ohio.
Elle est connue notamment grâce à la série Breaking Bad, dans laquelle elle incarne Skyler White, l'épouse de Walter White.

## Biographie

### Jeunesse, débuts & formation
Elle est née à Cleveland, ses parents sont Shana et Clem. Elle a étudié à l'université du Nord de l'Illinois. Elle étudie en section théâtre et en 1988 elle étudie durant un semestre à la British American Drama Academy à Londres.

### Carrière
Elle débute à la télévision en  1992 en apparaissant dans un épisode Code Quantum. La même année, elle décroche son premier rôle régulier, dans une sitcom nommée Down the Shore. Mais le programme ne dépasse pas une saison, et l'actrice enchaîne alors les apparitions dans de multiples séries télévisées. Rien qu'en 1993, elle joue une petite amie de Jerry dans la très populaire sitcom Seinfeld, et apparaît dans deux épisodes de la policière New York Police Blues.
Elle tient aussi le rôle récurrent de l'ADA Jean Ward entre 1997 et 2002 dans l'acclamée série judiciaire The Practice. Mais c'est en 2004 qu'elle parvient enfin à décrocher un rôle régulier : dans l'ambitieux et prestigieux western Deadwood, elle prête ses traits à la veuve Martha Bullock durant deux saisons, jusqu'à l'arrêt du programme en 2007.
Alors qu'elle a déjà repris ses apparitions ponctuelles dans des séries à succès, elle se voit confier un autre rôle principal : celui de Skyler White dans une nouvelle série de la chaîne câblée AMC, intitulée Breaking Bad. Le programme est un succès critique, et devient un phénomène culturel mondial en l'espace de cinq saisons diffusées entre 2008 et 2013. Anna Gunn remporte deux Emmy Awards de la meilleure actrice dans un second rôle.
Le programme arrêté, elle enchaîne avec le rôle principal d'une mini-série dramatique, Gracepoint, diffusée en 2014. Dans ce remake de la multi-récompensée série britannique Broadchurch, elle partage l'affiche avec l'acteur britannique David Tennant.
En 2016, elle tient le premier rôle du film Equity.

### Vie privée
Elle a été mariée avec Alastair Duncan comédien et agent immobilier, ils ont eu deux filles Eila Rose et Emma. Ils divorcent en 2009.

## Filmographie sélective

### Cinéma

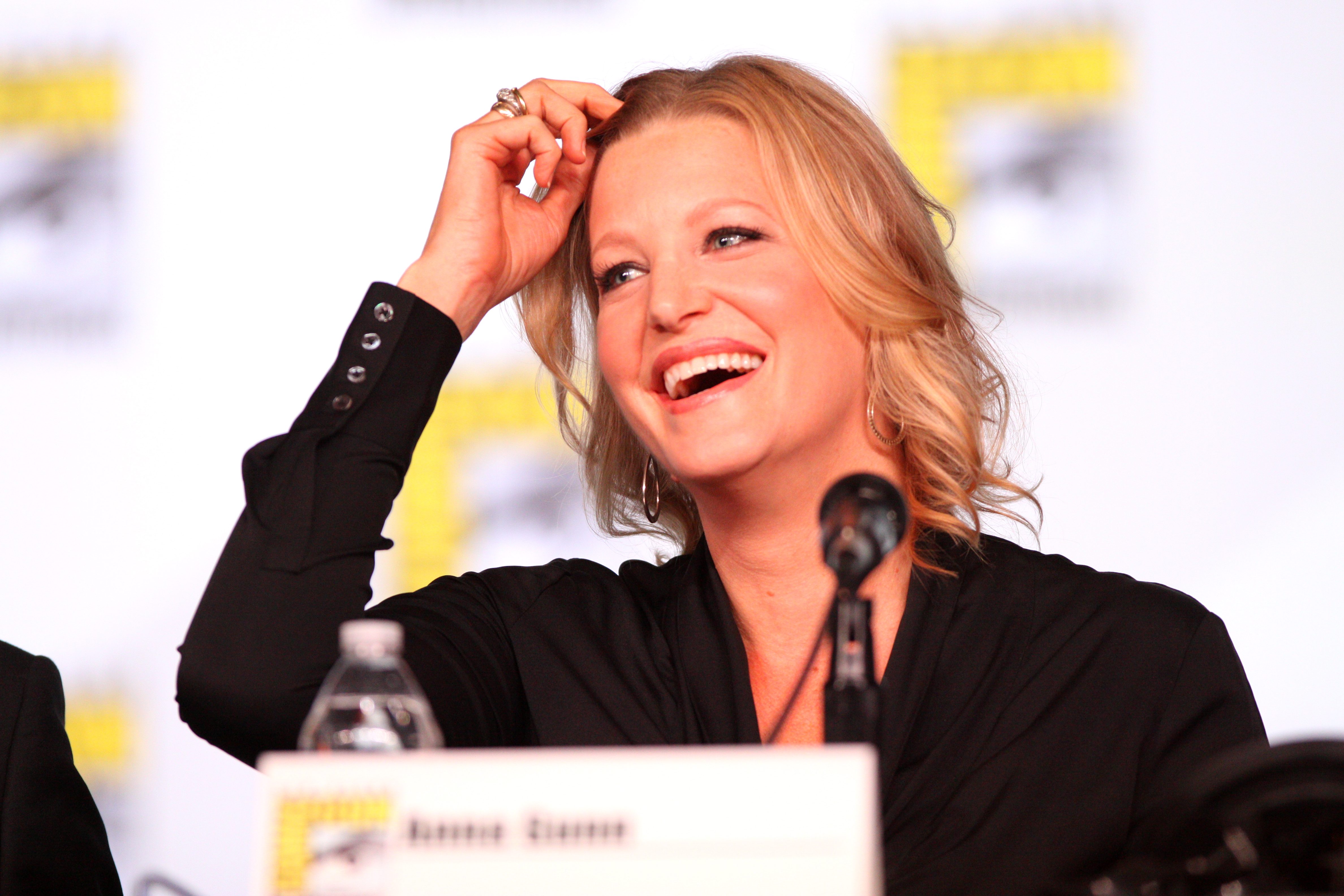
L'actrice au Comic-Con de San Diego en 2012, pour la promotion de Breaking Bad.

- 1994 : Junior d'Ivan Reitman : la réceptionniste de Casitas Madres
- 1997 : Santa Fe d'Andrew Shea : Jane
- 1998 : Ennemi d'État (Enemy of the State) de Tony Scott : Emily Reynolds
- 2000 : Les Âmes perdues (Lost Souls) de Janusz Kamiński : Sally Prescott
- 2001 : Un bébé sur les bras (Nobody's Baby) de David Seltzer : Stormy
- 2002 : Treading Water de Nia Peeples : l'actrice
- 2011 : Red State de Kevin Smith : Irma, la mère de Travis
- 2012 : Sassy Pants de Coley Sohn : June Pruitt
- 2012 : Little Red Wagon de David Anspaugh : Laurie Bonner
- 2016 : Sully de Clint Eastwood : Dr Elizabeth Davis
- 2016 : Tradeuse de Meera Menon : Naomi Bishop
- 2018 : You Can Choose Your Family de Miranda Bailey : Laura Hansen
- 2021 : Land of Dreams de Shoja Azari et Shirin Neshat : Nancy / Betty

### Télévision

#### Séries télévisées
- 1992–1993 : Down the Shore : Arden (29 épisodes)
- 1992 : Code Quantum (Quantum Leap) : Liz (1 épisode)
- 1993 : Seinfeld : Amy (1 épisode)
- 1993 : New York Police Blues : Kimmy (2 épisodes)
- 1995–1996 : Murder One : Melissa Griotte (3 épisodes)
- 1996 : Chicago Hope, la vie à tout prix : Megan Stanard (1 épisode)
- 1996 : The Lazarus Man : une femme (1 épisode)
- 1996 : Men Behaving Badly : Michelle (1 épisode)
- 1996 : Flic de mon cœur : Evie (1 épisode)
- 1997 : Sleepwalkers : Angie Gilpin (1 épisode)
- 1997–2002 : The Practice : Jean Ward (10 épisodes)
- 1999 : Urgences : l'avocate d'Ekabo (1 épisode)
- 1999 : Le Drew Carey Show : Kelly Walker (1 épisode)
- 1999 : Amy : Emily Noble (1 épisode)
- 2001 : Bull : Miss Coyle (1 épisode)
- 2001 : Le Protecteur : Meghan Barstow (2 épisodes)
- 2002 : Oui, chérie ! : Jessica (1 épisode)
- 2003 : Dragnet : Dr Louise Nottingham (2 épisodes)
- 2003 : The O'Keefes (en) : Phyllis (1 épisode)
- 2003 : Méthode Zoé : Janell Morgan (1 épisode)
- 2003 : The Lyon's Den : Elizabeth Hopper (1 épisode)
- 2003 : Miss Match : Maureen Weston (1 épisode)
- 2003 : Miracles : Rebecca Webb (1 épisode)
- 2004 : The D.A. (en) : Shelly Ward (1 épisode)
- 2004 : Six Feet Under : Madeline (S4 e3 & 4)
- 2005–2006 : Deadwood : Martha Bullock (en) (24 épisodes)
- 2007 : Boston Justice : Avocat Susan Bixby (1 épisode)
- 2008–2013 : Breaking Bad : Skyler White (62 épisodes, saisons 1 à 5)
- 2010 : New York, police judiciaire : Marielle Di Napoli (1 épisode)
- 2010 : Lie to Me : l'inspecteur Jenkins (1 épisode)
- 2014 : The Mindy Project : Sheila Hamilton (1 épisode)
- 2014 : Gracepoint : Détective Ellie Miller (10 épisode)
- 2015 : Portlandia : Glynis Brooks (1 épisode)
- 2015 : Esprits criminels : Lily Lambert (1 épisode)
- 2017 : Shades of Blue : Une flic entre deux feux : Julia Ayres (10 épisode)
- 2021 : Prodigal Son : Sheriff Fern Cooley (1 épisode)
- 2024 : Sugar : Margit

#### Téléfilms
- 1992 : Indecency : Celeste
- 1994 : Moment of Truth : Caught in the Crossfire : Alex King
- 1995 : De l'amour à l'enfer (If Someone Had Known) : Linda Reed
- 2003 : L.A. Confidential de Eric Laneuville : Renata
- 2003 : Twelve Mile Road de Richard Friedenberg : Leah
- 2004 : NYPD 2069 de Gregory Hoblit : Natalie Franco
- 2012 : L'Enfer au paradis : Le Destin tragique d'Alice H. (Secrets of Eden) : Détective Catherine Benincasa
- 2013 : Rita de Miguel Arteta : Rita
- 2016 : Chunk and Bean : Connie Morgan
- 2019 : Deadwood, le film : Martha Bullock

### Jeux vidéo
- 1996 : Blood Omen: Legacy of Kain : voix originales d'Ariel, Azimuth et DeJoule
- 1999 : Legacy of Kain: Soul Reaver : Ariel
- 2001 : Legacy of Kain: Soul Reaver 2 : Ariel
- 2003 : Legacy of Kain: Defiance : Ariel

## Distinctions

### Récompenses
- 2013 : Emmy Award de la meilleure actrice dans un second rôle pour Breaking Bad.
- 2014 : Emmy Award de la meilleure actrice dans un second rôle pour Breaking Bad.

## Voix francophones
En version française, Nathalie Régnier, est la voix régulière d'Anna Gunn, qu'elle double notamment dans Code Quantum, The Practice, Breaking Bad, Lie to Me ou encore Sully.
L'actrice est également doublée par Françoise Cadol, dans Deadwood, Gracepoint et Shades of Blue ainsi que par Véronique Rivière dans Seinfeld, Caroline Beaune dans Le Protecteur, Dominique Lelong dans La Vie comme avant (en), Danièle Douet dans Esprits criminels, et Marjorie Frantz, dans Physical et Sugar.